# 1:48 스케일
1:48 스케일(1:48 scale)은 다이캐스트 모델, 키트로 만든 플라스틱 모델, 제작용 장난감에 흔히 사용되는 스케일이다. 특히 "O 스케일"로 알려진 모형항공기 및 모형열차 제조업체에서 인기가 높다. 1:48은 레고 미니피겨와 거의 비슷한 크기로 레고 마니아들 사이에서 인기 있는 스케일이기도 하다.
이 스케일에서 1/4인치는 1피트를 나타낸다. 다이캐스트 차량으로 인기가 많은 1:50스케일, 1:43스케일과 크기가 비슷하다.
2003년에 타미야 (기업)는 전통적인 1:35 스케일 라인에 더해 1:48 크기의 군용 지상 차량 모델 라인을 제조하기 시작했다. 이는 대규모 경쟁이 치열해지면서 새로운 시장에 진출하려는 시도로 풀이된다.
- 반다이는 메가사이즈(Mega Size)라고 불리는 이 크기의 거대 로봇도 생산한다.

## 같이 보기
- 미니어처 카
- 스케일 모델